# ダートマス会議
ダートマス会議（、英: Dartmouth Conference）は、人工知能という学術研究分野を確立した会議の通称である。1956年7月から8月にかけて開催された。当時、ダートマス大学に在籍していたジョン・マッカーシーが主催した会議で、会議のコンセプト自体はマービン・ミンスキー、ネイサン・ロチェスター、クロード・シャノンらと共に構想した。その会議の提案書において、人類史上初めて英語の用語「artificial intelligence」が使われたとされる。
会議は一ヶ月に及ぶもので、基本的にアイデアを自由に出し合う場であった。ダートマス大学の数学学科が入居していたビルの最上階を数学者とコンピュータサイエンティスト達が引き継いでから8週間が経過していた。

## 提案書の内容
提案書の序文には次のように書かれていた。
我々は、1956年の夏の2ヶ月間、10人の人工知能研究者がニューハンプシャー州ハノーバーのダートマス大学に集まることを提案する。そこで、学習のあらゆる観点や知能の他の機能を正確に説明することで機械がそれらをシミュレートできるようにするための基本的研究を進める。機械が言語を使うことができるようにする方法の探究、機械上での抽象化と概念の形成、今は人間にしか解けない問題を機械で解くこと、機械が自分自身を改善する方法などの探究の試みがなされるだろう。我々は、注意深く選ばれた科学者のグループがひと夏集まれば、それらの問題のうちいくつかで大きな進展が得られると考えている。
(McCarthy et al 1955)
提案書ではさらにコンピュータ、自然言語処理、ニューラルネットワーク、計算理論、抽象化と創造力について論じている。これらはいずれも今日でも研究が続いている分野である。

## 参加者
Stottler-Henke によると、提案者以外の参加者としては、レイ・ソロモノフ、オリバー・セルフリッジ、Trenchard More、アーサー・サミュエル、ハーバート・サイモン、アレン・ニューウェルがいた。

## AI@50
2006年7月、ダートマス会議から50周年を記念して、AI@50 と呼ばれる会議がダートマス大学で開催された（正式名称は "Dartmouth Artificial Intelligence Conference: The Next Fifty Years"）。これには、ダートマス会議参加者のうち、マービン・ミンスキー、レイ・ソロモノフ、オリバー・セルフリッジ、Trenchard More、ジョン・マッカーシーが参加した。